# Paroreomyza
Paroreomyza es un género de aves paseriformes de la familia de los fringílidos, que incluye a tres especies endémicas del archipiélago de Hawái.
Una de las especies, P. flammea, se extinguió a mediados del siglo XX mientras que las otras dos se encuentran en grave peligro de extinción.

## Especies
- Paroreomyza flammea (S.B. Wilson, 1890) †
- Paroreomyza maculata (Cabanis, 1850)
- Paroreomyza montana (S.B. Wilson, 1890)
- Paroreomyza montana montana (S.B. Wilson, 1890)